# Ravenelia macrocarpa
Ravenelia macrocarpa är en svampart som beskrevs av Syd. & P. Syd. 1903. Ravenelia macrocarpa ingår i släktet Ravenelia och familjen Raveneliaceae.   Inga underarter finns listade i Catalogue of Life.